# جهاز عرض الكريستال السائل

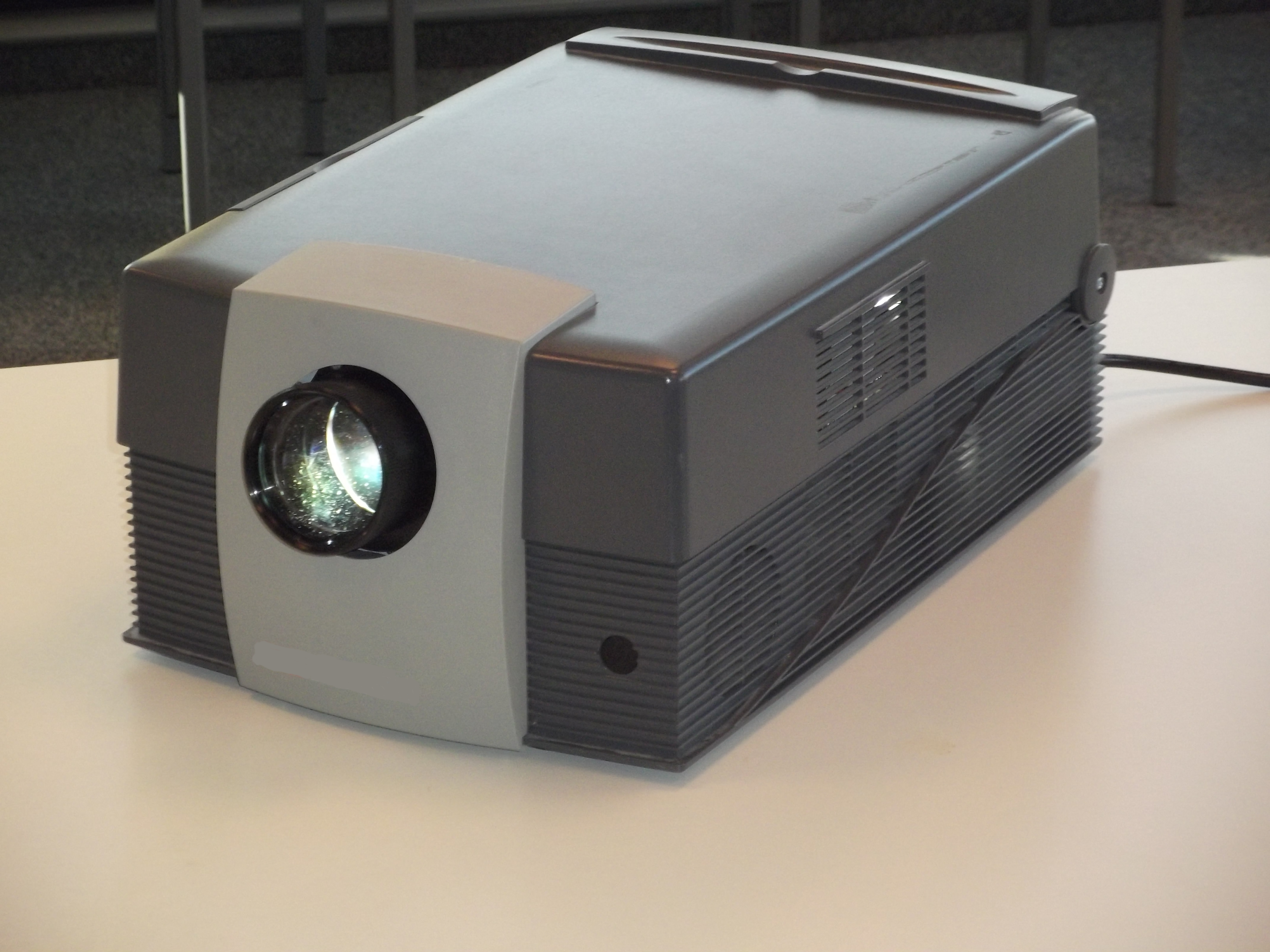

جهاز العرض الكريستال السائل (LCD) هو نوع من أجهزة عرض فيديو لعرض الفيديو، والصور، أو بيانات الكمبيوتر على شاشة أو غيرها من سطح مستو. وهو التناظرية الحديثة للعرض الشرائح أو جهاز عرض ضوئي. لغرض عرض الصور، تقوم عادة شاشات الكريستال السائل (الشاشة الكريستالية السائلة) بإرسال الضوء من مصباح معدن هاليد من خلال المنظار الذي يفصل الضوء على ثلاثة ألواح بولي سيليكون—واحد لكل مكونات الأحمر والأخضر والأزرق للإشارة الفيديو. كما أن الضوء المستقطب يمر عبر لوحات (مزيج من المستقطب، لشاشات الكريستال السائل ومحلل)، يمكن أن يكون كل بكسل مفتوح للسماح للضوء أن يمر أو مغلق لحجب الضوء. واتحاد مجموعة من البكسل المفتوح والمغلق يمكن أن ينتج مجموعة واسعة من الألوان والظلال في الصورة المعروضة.
مصابيح هالايد (Halide) المعدنية تستخدم لأنها تنتج درجة حرارة اللون بشكل مثالي وطيف واسع من الألوان. هذه المصابيح أيضا لديها القدرة على إنتاج كمية كبيرة للغاية من الضوء في داخل منطقة صغيرة: العرض الحالي المتوسط حول 2,000-4,000 أنسي لومينز(ANSI lumens).
والعيب الرئيسي لأجهزة العرض الكريستال السائلة هي تكلفة استبدال المصابيح، وغالبا ما يستخدم عدة مئات من الدولارات لكل منها.
أحدث التكنولوجيات، هي DLP وLCOS التي أصبحت أكثر شعبية في عرض فيديو.

## أسطح الإسقاط
لأنها تستخدم مصابيح هالايد (Halide) المعدنية الصغيرة والقدرة على رسم صورة على أي سطح مستو، وأجهزة العرض الكريستال السائلة تميل إلى أن تكون أصغر حجما وأكثر قابلية للتنقل من الأنواع الأخرى من نظم الإسقاط. وحتى مع ذلك، فإن أفضل جودة للصورة هو استخدام الأسطح البيضاء، والرمادي، أو الأسود (الذي يمنع الضوء المنعكس)، لذلك غالبا ما تستخدم شاشات عرض مخصصة لهذا الشأن.
يعتبر اللون في الصورة المتوقعة هو نتاج كل من سطح العرض ونوعية وجودة الجهاز المستخدم. ولأن الأبيض من الألوان المحايدة، الأسطح البيضاء هي الأنسب لدرجات الألوان الطبيعية، وعلى هذا النحو، أسطح الإسقاط البيضاء هي أكثر شيوعا في معظم بيئات الأعمال والعروض في المدارس.
ومع ذلك، ظلمة الصورة المتوقعة يعتمد على كيفية الظلام على الشاشة. وبسبب هذا، بعض المذيعين ومخططين مساحة العرض يفضلون الشاشات الرمادية، والتي تعرض تفوات في اللون أعلى. المفاضلة هو أن كتامة الخلفيات يمكن التخلص من درجات الألوان. ويمكن في بعض الأحيان معالجة مشاكل اللون من خلال تعديل أعدادات العرض، ولكن قد لا تكون دقيقة إذا كانت على خلفية بيضاء.

## مساحة الإسقاط أو العرض
نسبة رمي الجهاز العارض تستخدم عند تركيب أجهزة العرض للسيطرة على حجم العرض المتوقع.
على سبيل المثال، إذا كانت نسبة العرض هي 2.0 والجهاز يبعد عن الشاشة 14سم، سيتم العرض بعرض 7سم.

## لمحة تاريخية
تم اختراع جهاز العرض الكريستال السائل من المخترع جني دوغلوف (Gene Dolgoff) في نيويورك. بدأ العمل على ذلك في الكلية في عام 1968 كوسيلة لإنتاج جهاز عرض فيديو التي من شأنها أن تكون أكثر إشراقا من أجهزة العرض المتاحة ذات 3-CRT. وتتلخص الفكرة في استخدام عنصر المشار إليه باعتباره «صمام ضوء» لتنظيم كمية الضوء الذي يمر عبره. هذا من شأنه أن يسمح باستخدام مصدر خارجي قوي جدا. بعد أن حاول استخدام العديد من المواد المختلفة، استقر على البلورات السائلة لتعديل الضوء في عام 1971. لقد استغرق الأمر منه حتى عام 1984 للحصول على عنونة عرض الكريستال السائل (إل سي دي) أو ترتيب للكرستال، وبعد ذلك قام إنشاء أول شاشة عرض الكريستال السائل في العالم. بعد الإنشاء، رأى العديد من المشاكل التي كان لا بد من تصحيحها بما في ذلك خسائر رئيسية في الضوء وكان البكسل ملحوظا. ثم انه اخترع وسائل بصرية جديدة لخلق كفاءة عالية وسطوع ضوئية متألقة واخترع depixelization للقضاء على مظهر البكسل. مع براءات الاختراع في جميع أنحاء العالم، بدأ شركة Projectavision في عام 1988، الشركة الأولى في العالم لشاشات الكريستال السائل، وكانت الشركة الأولى في العالم التي تطرح أسهمها على مؤشر ناسداك في عام 1990. وقام بإعطاء الرخصة والتكنولوجيا لشركات أخرى مثل باناسونيك وسامسونغ لتصنيع هذه الشاشات. هذه التكنولوجيا وبدأت الشركة في صناعة التكنولوجيا الرقمية الإسقاط. في عام 1989 حصل على أول عقد للوكالة الدفاعية (1 مليون دولار) لتقديم اقتراح بأن US HDTV يجب استخدام معيار المعالجة الرقمية والعرضية. بوصفها عضوا في الرابطة الوطنية للمصنعين الفوتوغرافي (NAPM) للمعايير الفرعية، IT7 - 3، وتنقل مع ليون شابيرو (Leon Shapiro)، الذي شارك في جميع أنحاء العالم بوضع مقاييس موحدة لقياس السطوع والتباين، لأجهزة العرض الإلكترونية. حاليا الصانع الوحيد للبوصة المدرجة في شاشات الكريستال السائل وأجهزة العرض إبسون وسوني. إبسون (Epson) حاليا واحدة فقط من هاتين الشركتين لإعادة بيع شاشات الكريستال السائل للصانعين الآخرين.
نظم شاشات الكريستال السائل الأولى استخدمت مع أجهزة العرض. نظام شاشات الكريستال السائل لم يكن لديها مصدر الضوء من تلقاء نفسها: لأنها بنيت على نطاق كبير «لوحة» التي وضعت على أعلى عرض في مكان الشفاف. وساهم هذا بسد النقص في عصر الكمبيوتر عندما لم يكن الكمبيوتر مستخدم كجاهز عرض متوسط عالمي، وخلق سوق لأجهزة عرض شاشات الكريستال السائل قبل استخدامها الرئيسي الحالي وأصبحت شعبية.
هذه التكنولوجيا المستخدمة في بعض أحجام التلفزيون، كما أن هناك مزايا من حيث التكلفة عندما يصنعون في مجموعات منتصف الحجم (40 إلى 50 بوصة مائل). وليس من المتوقع أن يكون طول العمر كثيرا في «المسرح المنزلي» الموجود في السوق بسبب التحسينات المتوقعة من حيث التكلفة والأداء من التكنولوجيات المتنافسة، ولا سيما في اظام الرؤية المباشرة في شاشات العرض الكريستال السائل عند نطاق أقل من الأحجام DLP العارضة وفي أحجام أكبر. [تحقق من المصدر] ميزة أخرى لاستخدام هذا النظام شاشات العرض الكريستال السائل في أجهزة التلفزيون الكبيرة هو السماح لأفضل جودة صورة على خلاف تلفزيون 60 بوصة واحد، على الرغم حاليا أنهم على قدم المساواة لعرض الكريستال السائل إل جي 100 بوصة إل سي دي، لا تزال في مراحل هذا النموذج هو التلفزيون وهو تقدم هائل نحو الحجم للتلفزيونات. وهناك قاعدة مشتركة من التجربة هو أن شاشات الكريستال السائل في جودة الصورة سوف تنخفض مع زيادة حجمها.[بحاجة لمصدر] لحل المشكلة: قد يتم استخدام شاشات كريستال سائلة صغيرة (أو أفرقة) والعرض بها من خلال عدسة على شاشة خلفي مسطحة لإعطاء أكبر حجم للشاشة مع انخفاض نسبة التباين، ولكن من دون فقدان الجودة.
في عامي 2004 و 2005، الإسقاط أمام شاشات الكريستال السائل قد تتمتع بجودة المظهر أو الصورة بسبب إضافة القزحية الدينامية التي حسنت صورة النقيض حيث تصل إلى مستويات DLP.
التصميم الأساسي لعرض الكريستال السائل الذي كثيرا ما يستخدم من قبل الهواة الذين يريدون إقامة إسقاط النظم DIY. الأسلوب الأساسي يتمثل في الجمع بين ارتفاع CRI التفريغ عالية الكثافة مصباح ومصباح HID والصابورة مع مكثف فريسنل العدسة وفريسنل (fresnel) l/2} جامع، وشاشات الكريستال السائل تزال من عرض عام للكمبيوتر والثلاثي أيضا.

## وانظر أيضا
- أجهزة عرض CRT
- البروجيكتور (العارض) الموجهة
- البروجيكتور (العارض)
- المقارنة بين تكنولوجيات أجهزة العرض.
- المعالجة الرقمية للضوء

## وصلات خارجية
- نسبة رمي  المادة على رمي وعرض ضوئي ونسب الحجم.
- النظر في شاشات الكريستال السائل العارض , موجز المقالة حول شاشات الكريستال السائل.

## لمزيد من المطالعة
- Ilan Neisse (27 أغسطس 2007). "Build your own home cinema projector". Walyou. مؤرشف من الأصل (blog entry) في 2017-11-30. اطلع عليه بتاريخ 2008-06-28.
- Mark Fischetti (نوفمبر 2007). "Two Technologies Shine". ساينتفك أمريكان. Scientific American, Inc. ص. 110–111. Two technologies—micromirrors and liquid-crystal displays (LCDs)—have been vying for these markets, but they are doing equally well in today's home and business areas.... {{استشهاد بخبر}}: |format= بحاجة لـ |url= (مساعدة) والوسيط |تاريخ الوصول بحاجة لـ |مسار= (مساعدة)